# Vernas Berberitze

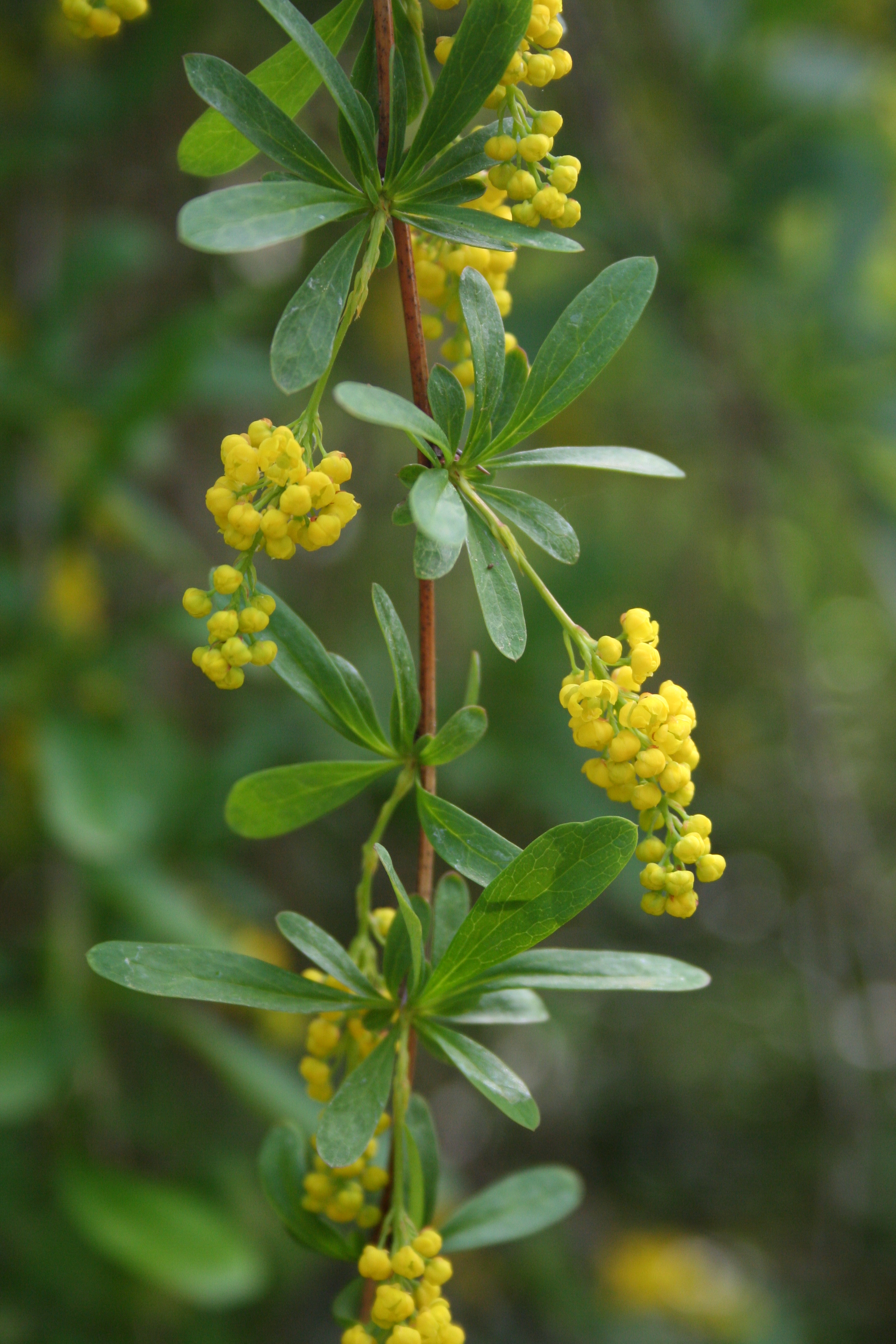
Blütenstände und Blätter

Vernas Berberitze (Berberis vernae) ist eine Pflanzenart aus der Gattung der Berberitzen (Berberis) innerhalb der Familie der Berberitzengewächse (Berberidaceae).

## Beschreibung

### Vegetative Merkmale
Vernas Berberitze ist ein sommergrüner (laubabwerfender) dicht verzweigter Strauch, der Wuchshöhen von bis zu 1,5 Meter erreichen kann. Die Rinde der überhängenden, kantigen Zweige ist rot oder rotbraun. Die Dornen sind meist einfach und bis zu 3 Zentimeter lang.
Die kurz gestielten, verkehrt-eiförmigen bis elliptischen, länglichen, oberseits grünen, glänzenden, unterseits helleren, kahlen, abgerundeten bis stumpfen, manchmal eingebuchteten teils feinstachelspitzigen Laubblätter sind bis zu 5 Zentimeter lang und meist ganzrandig oder mit wenigen stacheligen Zähnen, die Blattadern sind gut ausgeprägt.

### Generative Merkmale
Die goldgelben, kurz gestielten Blüten erscheinen im Mai zu 15 bis 30 in kurzen, sehr dichten, bis 4 Zentimeter langen traubigen Blütenständen.
Die eiförmigen bis ellipsoiden, bis zweisamigen und etwa 5 Millimeter langen Beeren mit Narbenresten sind hellrot und unbereift.

## Vorkommen
Vernas Berberitze gedeiht in Höhenlagen von 2200 bis 3900 Metern in den chinesischen Provinzen Gansu, Qinghai sowie Sichuan.

## Taxonomie
Die Erstbeschreibung von Berberis vernae erfolgte 1913 durch Camillo Karl Schneider in C. S. Sargent: Plantae Wilsonianae, 1, S. 372. Das Artepitheton vernae bezieht sich auf das Fräulein Verna Berger in La Mortola, der Tochter von Alwin Berger. Der Botaniker Alwin Berger war von 1897 bis 1914 Kurator des Botanischen Gartens am Capo Mortola bei Ventimiglia.

## Verwendung
Vernas Berberitze und ihre Sorten werden als Zierstrauch in Gärten und Parks verwendet.